# Ivan Temnikov
Ivan Viktorovich Temnikov (tiếng Nga: Иван Викторович Темников; sinh ngày 28 tháng 1 năm 1989) là một cầu thủ bóng đá người Nga thi đấu ở vị trí tiền vệ phải cho F.K. Dynamo Moskva.

## Sự nghiệp
Temnikov thường thi đấu vị trí hậu vệ phải hay tiền vệ phải. Anh ra mắt chuyên nghiệp tại Giải bóng đá ngoại hạng Nga năm 2007 cho Saturn Moskva Oblast. Sau khi thi đấu ở Ekaterinburg, Bryansk Temnikov ký hợp đồng với Rubin, nhưng chỉ có 1 lần ra sân và đến Grozny theo dạng cho mượn, ban đầu là thời hạn 6 tháng. Nhưng sau đó điều khoản cho mượn được gia hạn, và Temnikov ở lại Terek thêm nửa sau mùa giải 2013-14.

### Thống kê sự nghiệp
Tính đến 13 tháng 5 năm 2018
| Câu lạc bộ             | Mùa giải            | Giải vô địch        | Giải vô địch | Giải vô địch | Cúp     | Cúp       | Châu lục | Châu lục  | Khác    | Khác      | Tổng cộng | Tổng cộng |
| Câu lạc bộ             | Mùa giải            | Hạng đấu            | Số trận      | Bàn thắng    | Số trận | Bàn thắng | Số trận  | Bàn thắng | Số trận | Bàn thắng | Số trận   | Bàn thắng |
| ---------------------- | ------------------- | ------------------- | ------------ | ------------ | ------- | --------- | -------- | --------- | ------- | --------- | --------- | --------- |
| F.K. Saturn Ramenskoye | 2005                | Premier League      | 0            | 0            | 0       | 0         | –        | –         | –       | –         | 0         | 0         |
| F.K. Saturn Ramenskoye | 2006                | Premier League      | 0            | 0            | 1       | 0         | –        | –         | –       | –         | 1         | 0         |
| F.K. Saturn Ramenskoye | 2007                | Premier League      | 2            | 0            | 1       | 0         | –        | –         | –       | –         | 3         | 0         |
| F.K. Saturn Ramenskoye | 2008                | Premier League      | 0            | 0            | 0       | 0         | 0        | 0         | –       | –         | 0         | 0         |
| F.K. Saturn Ramenskoye | 2009                | Premier League      | 3            | 0            | 1       | 0         | –        | –         | –       | –         | 4         | 0         |
| F.K. Saturn Ramenskoye | Tổng cộng           | Tổng cộng           | 5            | 0            | 3       | 0         | 0        | 0         | 0       | 0         | 8         | 0         |
| FC Ural Yekaterinburg  | 2010                | First Division      | 26           | 2            | 1       | 1         | –        | –         | –       | –         | 27        | 3         |
| F.K. Dynamo Bryansk    | 2011–12             | First Division      | 45           | 1            | 2       | 1         | –        | –         | –       | –         | 47        | 2         |
| F.K. Rubin Kazan       | 2012–13             | Premier League      | 1            | 0            | 1       | 0         | 0        | 0         | –       | –         | 2         | 0         |
| F.K. Terek Grozny      | 2013–14             | Premier League      | 11           | 0            | 1       | 0         | –        | –         | –       | –         | 12        | 0         |
| F.K. Tom Tomsk         | 2014–15             | National League     | 29           | 1            | 1       | 0         | –        | –         | 1       | 0         | 31        | 1         |
| F.K. Tom Tomsk         | 2015–16             | National League     | 35           | 3            | 1       | 0         | –        | –         | 2       | 0         | 38        | 3         |
| F.K. Tom Tomsk         | Tổng cộng           | Tổng cộng           | 64           | 4            | 2       | 0         | 0        | 0         | 3       | 0         | 69        | 4         |
| F.K. Dynamo Moskva     | 2016–17             | National League     | 31           | 7            | 2       | 1         | –        | –         | –       | –         | 33        | 8         |
| F.K. Dynamo Moskva     | 2017–18             | Premier League      | 19           | 0            | 0       | 0         | –        | –         | –       | –         | 19        | 0         |
| F.K. Dynamo Moskva     | Tổng cộng           | Tổng cộng           | 50           | 7            | 2       | 1         | 0        | 0         | 0       | 0         | 52        | 8         |
| Tổng cộng sự nghiệp    | Tổng cộng sự nghiệp | Tổng cộng sự nghiệp | 202          | 14           | 12      | 3         | 0        | 0         | 3       | 0         | 217       | 17        |